# Fahidi Éva
Fahidi-Pusztai Éva (született Fahidi Éva, Debrecen, 1925. október 22. – Budapest, 2023. szeptember 11.) magyar kortárs szemtanú, író, színésznő, a holokauszt túlélője.

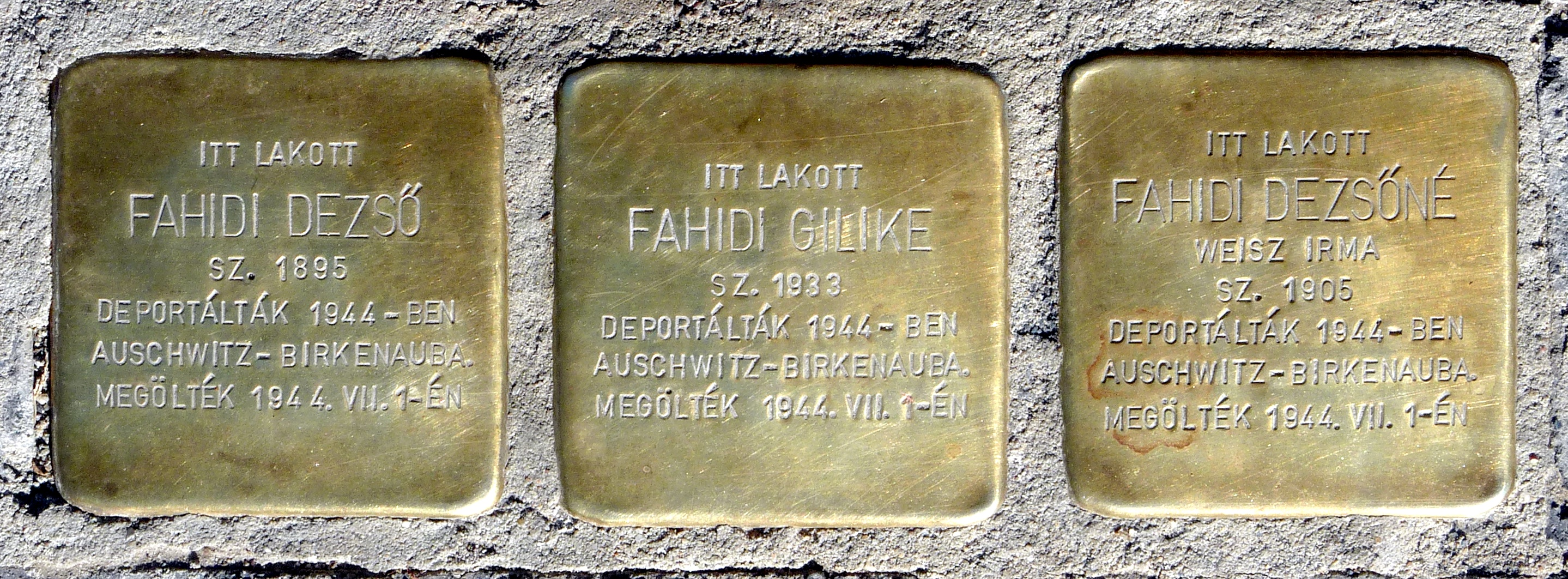
Botlatókövek a Fahidi család hajdani debreceni otthona előtt

## Élete
Debreceni nagypolgári zsidó családba született. Szülei 1936-ban kikeresztelkedtek. 1943-ban érettségizett a debreceni katolikus Svetits Katolikus Leánynevelő Intézetben. Zongoraművésznek készült, azonban az embertelen munka tönkretette a hátát.
1944. április 29-én a családot az Eichmann-kommandóval (A magyarországi vidéki zsidóság gettósítása és deportálása) együttműködő magyar csendőrök elfogták, és a város többi zsidó lakosával együtt a gettóba kényszerítették. Május 14-én marhavagonokban szállították őket az auschwitz-birkenaui koncentrációs táborba. A Josef Mengele által végzett „szelekció” során Fahidi tizenegy éves húgát, Gilikét és édesanyjukat azonnal a gázkamrába küldték; apjuk, Dezső, a tábori körülményektől veszítette életét. Családjának 49 tagját gyilkolták meg a holokauszt során.
Fahidi Évát 1944. augusztus 13-án a buchenwaldi koncentrációs táborhoz tartozó allendorfi Münchmühle táborba szállították, ahol a robbanóanyaggyárban kellett dolgoznia. Amikor 1945-ben véget ért a világháború, Fahidinek éppen egy halálmenetből sikerült megszöknie. A felszabadulás után „otthonát elhagyni kényszerült” személyként bolyongott, mígnem 1945 augusztusában sikerült hazatérnie Magyarországra, ahol szülei lakásába beköltöztek távollétében; orvos nagybátyja, Weil Géza fogadta be.
1947-ben egyhetes ismeretség után összeházasodott első férjével, Radó Istvánnal, aki a Hajdú megyei pártlap főszerkesztője volt, majd 1951-ben koncepciós perben elítélték. Második férje, Pusztai Béla – akivel 27 évig élt együtt – 1956-ban visszalépett a pártba, míg Fahidi angol-, német- és francianyelv-tudásával a külkereskedelemben helyezkedett el. 90 éves korától haláláig Andrási Andorral, a Sztehlo Alapítvány létrehozójával élt.
Ötvenéves korában meghalt gyermekkori barátnője, akinek 16 éves lányát befogadta, akiből később zongoraművész lett.

## Könyvei
Ahogy az a rendszerváltásig íratlan elvárás volt, holokauszt-túlélőként 45 éven keresztül nem beszélt a magyar zsidók deportálásáról. 1990-ben az egykori stadtallendorfi tábor foglyait meghívták az auschwitzi tábori emlékmű megtekintésére, ahová Fahidi végül 2003-ban látogatott el. Fahidi a stadtallendorfi múzeum felkérésére németül írt egy visszaemlékezést, majd elkezdte megírni emlékiratait, ami 2005-ben Anima Rerum – A Dolgok Lelke (2015-től csak: A Dolgok Lelke) címen jelent meg. A könyvet Németországban is kiadták. Angol és olasz nyelvű változata 2019-ben várható. 
2019-ben új könyvvel jelentkezett: A szerelem alanya és tárgya újra az írónő személyes történetén keresztül mutatja be ezúttal a szocializmus időszakát. Mindkét könyv valójában tisztességről, tiszteletről, szeretetről, emberi tartásról szól, amit – ahogy Fahidi saját példájával bizonyítja – a legkétségbeejtőbb helyzetben is meg lehet őrizni.
Az írónő 2019-től mindkét könyvét a www.fahidieva.hu oldalon terjeszti.

## Közéleti szerepvállalás
Fahidi magas kora ellenére rendkívül aktív: kortárs szemtanúként különböző rendezvényeken vesz részt, találkozott többek között a német és az osztrák államelnökkel és Angela Merkel német kancellárral is. Rendszeresen felemeli hangját a rasszizmus, az antiszemitizmus ellen a nemzetközi és a magyar sajtóban. Több külföldi alapítvány munkájában is szerepet vállal, előadásokat tart külföldön és Magyarországon egyaránt. Küldetésének tekinti, hogy a fiatal generáció megőrizze a holokausztot emlékezetében, és aktívan küzdjön a rasszizmus minden formája ellen. 

## Sóvirág – avagy a létezés eufóriája
2015-ben Szabó Réka rendező felkérésére Fahidi Éva főszerepet vállalt a Tünet Együttes Sóvirág – avagy A létezés eufóriája című modern táncprodukciójában Cuhorka Emesével. A nagy feltűnést keltő darab Fahidi életét eleveníti meg a tánc nemzetközi nyelvére lefordítva. A darabot 2019 márciusáig több mint 80-szor adták elő a Vígszínházban, de külföldön is. A darab születéséről Szabó Réka egész estés dokumentumfilmet is forgatott, A létezés eufóriája címmel.

## Írásai
- Die Seele der Dinge. Aus dem Ungarischen übersetzt von Doris Fischer. Hrsg. im Auftrag des Internationalen Auschwitz-Komitees, Berlin, und der Gedenkstätte Deutscher Widerstand, Berlin: Lukas-Verlag 2011. ISBN 978-3-86732-098-6[9]
- Anima rerum, meine Münchmühle in Allendorf und meine wahren Geschichten. Stadtallendorf: Magistrat der Stadt Stadtallendorf, 2004
- Anima Rerum – A Dolgok Lelke; Tudomány, Budapest, 2005
- A Dolgok Lelke; Ariel Könyvek, Pilisszentlászló, 2015
- A szerelem alanya és tárgya; Ariel Könyvek, Pilisszentlászló, 2019

## Elismerései
- Erzsébetváros díszpolgára (2022)[10]
- Debrecen díszpolgára (2023)[11]